# Mouhous
Mouhous – miejscowość i gmina we Francji, w regionie Nowa Akwitania, w departamencie Pireneje Atlantyckie.
Według danych na rok 1990 gminę zamieszkiwało 46 osób, a gęstość zaludnienia wynosiła 14 osób/km² (wśród 2290 gmin Akwitanii Mouhous plasuje się na 1123. miejscu pod względem liczby ludności, natomiast pod względem powierzchni na miejscu 1524.).